# Тёмный ангел (телесериал)
«Тёмный а́нгел» (англ. Dark Angel) — американский телесериал в стиле биопанк, созданный Джеймсом Кэмероном и Чарльзом Х. Игли.
В основе сюжета — хроника жизни Макс Гевары (X5-452), генетически усовершенствованного суперсолдата, которая, будучи ребёнком, сбегает от правительственной группы, известной как «Мантикора», группы био-инженеров, изменяющей гены детей в целях создания армии идеальных солдат. В постапокалиптическом Сиэтле Макс пытается жить нормальной жизнью, уклоняясь от захвата правительственными агентами и занимаясь поисками её генетически усовершенствованных братьев и сестер, рассеянных после их спасения.
Премьера в США и Канаде состоялась на телеканале Fox 3 октября 2000 года. После двух сезонов сериал был закрыт.

## Сюжет
В 2009 Макс Гевара (Джессика Альба) и её 11 друзей сбегают из секретного правительственного учреждения, под кодовым названием «Мантикора», где из них методами генной инженерии и биопрограммирования пытались создать идеальных солдат. Уходя от погони, подростки разбегаются в разные стороны, и далее их следы теряются. 1 июня 2009, спустя месяцы после спасения Макс, электромагнитный импульс от взрыва, устроенного террористами, вывел из строя практически все компьютеры и превратил США в страну Третьего мира, погруженную в чрезвычайный хаос.
Действие первого сезона начинается спустя десять лет, в 2019 году. Днём 19-летняя Макс работает велокурьером, а ночью зарабатывает кражами произведений искусства из жилищ состоятельных людей. Во время одной из вылазок она знакомится с журналистом Логаном (Майкл Уэзерли). Логан под псевдонимом «Око» («Зоркий») ведёт независимый канал, где рассказывает о преступлениях властей и корпораций. Макс и Логан заключают соглашение: она помогает ему разоблачать преступников, а он помогает ей искать друзей. Постепенно выясняется, что «Мантикора» выслеживает беглецов, чтобы вернуть их обратно на базу. Макс также грозит опасность.
Во втором сезоне сериала страсти разгораются с новой силой. Макс и её друзья взорвали «Мантикору», но выпустили оттуда другие создания, которые вовсе не походят на обычных людей. Общественность узнает о мутантах, и на них открывается охота. Появляются новые главные герои: Алек (Дженсен Эклс) и Джошуа (Кевин Дюранд). Позже Макс узнает, что Джошуа был первым трансгенным созданием основателя «Мантикоры». Становится очевидным, что «Мантикора» производила много различных животных смесей, а также другие эксперименты с уникальными способностями.

## В ролях
= Главная роль в сезоне
     = Второстепенная роль в сезоне
     = Гостевая роль в сезоне
     = Не появляется
| Актёр             | Персонаж         | Появление в сезонах | Появление в сезонах | Появление в сезонах |
| Актёр             | Персонаж         | 1                   | 2                   | Эпизоды             |
| ----------------- | ---------------- | ------------------- | ------------------- | ------------------- |
| Джессика Альба    | Макс Гевара      | 22                  | 21                  | 43                  |
| Майкл Уэзерли     | Логан Кейл       | 22                  | 21                  | 43                  |
| Алими Баллард     | Хербал Траут     | 20                  |                     | 20                  |
| Дженнифер Блэнк   | Кендра Майбаум   | 13                  |                     | 13                  |
| Ричард Ганн       | Келвин Теодор    | 21                  | 18                  | 37                  |
| Джей Си Маккензи  | Рональд Рейган   | 19                  | 19                  | 38                  |
| Валери Рэй Миллер | Синтия Макичин   | 21                  | 19                  | 40                  |
| Джон Сэвидж       | Дональд Лайдекер | 16                  | 3                   | 19                  |
| Дженсен Эклс      | Алек Макдуэл     | 1                   | 18                  | 19                  |
| Мартин Камминс    | Эймс Уайт        |                     | 13                  | 13                  |
| Кевин Дюранд      | Джошуа           |                     | 15                  | 15                  |
| Эшли Скотт        | Аша Барлоу       |                     | 12                  | 12                  |
| Всего эпизодов    | Всего эпизодов   | 22                  | 21                  | 43                  |

- Макс Гевара (X5-452) — генетически усовершенствованный суперсолдат, курьер Jam Pony Express.
- Логан Кейл («Зоркий») — кибер-журналист.
- Хербал Траут — курьер Jam Pony Express.
- Кендра Майбаум — первая соседка по комнате Макс.
- Келвин Теодор — курьер Jam Pony Express.
- Рональд Рейган — глава Jam Pony Express.
- Синтия Макичинм — курьер Jam Pony Express, лучшая подруга Макс.
- Дональд Лайдекер — глава «Мантикоры».
- Алек Макдуэл (X5-494) — генетически усовершенствованный суперсолдат, курьер Jam Pony Express.
- Эймс Уайт — правительственный агент.
- Джошуа — экспериментальное существо с генами собаки.
- Аша Барлоу — член Движения Сопротивления S.1.W., подруга Логана.

## Эпизоды
| Сезон | Сезон | Эпизоды | Оригинальная дата показа | Оригинальная дата показа | Дата выхода на DVD | Дата выхода на DVD |
| Сезон | Сезон | Эпизоды | Премьера сезона          | Финал сезона             | Регион 1           | Регион 2           |
| ----- | ----- | ------- | ------------------------ | ------------------------ | ------------------ | ------------------ |
|       | 1     | 22      | 3 октября 2000           | 22 мая 2001              | 20 мая 2003        | 24 февраля 2003    |
|       | 2     | 21      | 28 сентября 2001         | 3 мая 2002               | 21 октября 2003    | 2 июня 2003        |

### Сезон 1 (2000—2001)
| № общий | № в сезоне | Название                                                                            | Режиссёр          | Автор сценария                                                                      | Дата премьеры   |
| --- | ---------- | ----------------------------------------------------------------------------------- | ----------------- | ----------------------------------------------------------------------------------- | --------------- |
| 12 | 12         | «Пилот» «Pilot»                                                                     | Девид Наттер      | Джеймс Кемерон и Чарльз Игли                                                        | 3 октября 2000  |
| Доставляя пакет для Jam Pony Express, Макс планирует проникнуть в пентхаус, чтобы украсть вещи и добыть денег на поиск своих «сестёр и братьев». Проникнув в пентхаус, Макс сталкивается с Логаном Кейлом, кибержурналистом. |            |                                                                                     |                   |                                                                                     |                 |
| 3 | 3          | «Жара» «Heat»                                                                       | Майкл Кэтлемен    | Патрик Харбинсон                                                                    | 10 октября 2000 |
| За то, что Макс помогла Логану поймать контрабандиста, он находит женщину, которая содействовала побегу Макс 10 лет назад. Но и Лайдекер узнает о ней. |            |                                                                                     |                   |                                                                                     |                 |
| 4 | 4          | «На дне» «Flushed»                                                                  | Терренс О'Хара    | Рене Ичеваррия и Чарльз Игли                                                        | 17 октября 2000 |
| Думая, что Макс подсела на наркотики, её подруги Кендра и Синди уничтожают её таблетки триптофана, не зная, что это может убить её. Макс врывается в больницу, чтобы получить лечение, в котором она нуждается, но там её арестовывают. |            |                                                                                     |                   |                                                                                     |                 |
| 5 | 5          | «Деньги правят миром» «C.R.E.A.M. (Cash Rules Everything Around Me)»                | Крис Лонг         | Дэвид Зэбель                                                                        | 31 октября 2000 |
| Макс спасает друга, когда он теряет пакет с деньгами мафии, а к Логану обращается женщина, которая хочет найти своего отца. |            |                                                                                     |                   |                                                                                     |                 |
| 6 | 6          | «Требуются секреты» «411 on the DL»                                                 | Джо Энн Фогл      | Дорис Игэн                                                                          | 14 ноября 2000  |
| Макс нанимает частного детектива, чтобы выследить Зака, её собрата по серии Х-5. Но детектива убивают, и Макс приходится начать все с начала. |            |                                                                                     |                   |                                                                                     |                 |
| 7 | 7          | «Чудо» «Prodigy»                                                                    | Дэвид Джексон     | Сюжет : Рене Ичеваррия и Чарльз Игли Телесценарий : Патрик Харбинсон                | 21 ноября 2000  |
| Макс, Логана и Лайдекера берут в заложники на конференции по генной инженерии. Ситуация накаляется, и Логана чуть не убивают, когда Макс неожиданно спасает Лайдекеру жизнь. |            |                                                                                     |                   |                                                                                     |                 |
| 8 | 8          | «Холодный комфорт» «Cold Comfort»                                                   | Джефери Леви      | Хосе Молина                                                                         | 28 ноября 2000  |
| Брин, одна из Х-5, захвачена группой, надеющейся продать технологии «Мантикоры» иностранному правительству. Макс думает, что за её похищением стоит Лайдекер, но убеждается в его невиновности. Макс и Зак объединяются с Лайдекером для поисков Брин. |            |                                                                                     |                   |                                                                                     |                 |
| 9 | 9          | «Слова и поступки» «Blah Blah Woof Woof»                                            | Пол Шапиро        | Мойра Кирлэнд Деккер                                                                | 12 декабря 2000 |
| Лайдекер понял, с кем имеет дело. Плакаты с фотороботом Макс расклеены по всему городу, её обвиняют в убийстве, которого она не совершала. Макс решает, что было бы лучше для всех, если бы она уехала из Сиэтла - но тогда она узнает, что состояние Логана ухудшилось. |            |                                                                                     |                   |                                                                                     |                 |
| 10 | 10         | «За чертой» «Out»                                                                   | Сара Пия Андерсон | Дэвид Зэбель                                                                        | 9 января 2001   |
| Макс приглашает Логана поужинать у неё дома, но работа интересует его больше, чем романтика. Неохотно она помогает ему задержать преступника. |            |                                                                                     |                   |                                                                                     |                 |
| 11 | 11         | «Красная серия» «Red»                                                               | Майкл Кэтлемен    | Сюжет : Рене Ичеваррия и Чарльз Игли Телесценарий : Дэвид Зэбель и Хосе Молина      | 16 января 2001  |
| Логан просит Макс присмотреть за важным свидетелем, который оказывается её старым врагом. На него уже охотятся убийцы. |            |                                                                                     |                   |                                                                                     |                 |
| 12 | 12         | «Сила искусства» «Art Attack»                                                       | Джеймс Контнер    | Дорис Игэн                                                                          | 6 февраля 2001  |
| Логан приглашает Макс сопровождать его на свадьбе его кузена, там они встречают бывшую невесту Логана. Банда воров захватывает Нормала. |            |                                                                                     |                   |                                                                                     |                 |
| 13 | 13         | «Восхождение» «Rising»                                                              | Дуэн Кларк        | Сюжет : Дэвид Зэбель и Хосе Молина Телесценарий : Дорис Игэн и Мойра Кирлэнд Деккер | 13 февраля 2001 |
| Южноафриканские наемники охотятся за ДНК Макс, чтобы усовершенствовать своих солдат. Они берут Синди в заложники, чтобы поймать Макс. Макс рискует жизнью, чтобы спасти жизнь её друга - даже при том, что это вынудит её показать своё скрытое прошлое. Макс внедряется к ним, потому что не может убить их. Макс почти умирает, её спасает Логан. Тем временем Логан обнаруживает, что переливание крови Макс излечивает его. |            |                                                                                     |                   |                                                                                     |                 |
| 14 | 14         | «Детки в порядке» «The Kidz Are Aiight»                                             | Джефф Вулно       | Рене Ичеваррия и Чарльз Игли                                                        | 20 февраля 2001 |
| Заку удаётся сбежать из «Мантикоры», он обращается к Макс за помощью. Но его побег спланирован Лайдекером с целью добраться до беглецов модели Х-5. |            |                                                                                     |                   |                                                                                     |                 |
| 15 | 15         | «Женская проблема» «Female Trouble»                                                 | Джон Кректмер     | Патрик Харбинсон                                                                    | 13 марта 2001   |
| Когда ноги Логана отказывают, он втайне от Макс просит о помощи ученого из «Мантикоры» . На неё нападают, когда она следит за ним. |            |                                                                                     |                   |                                                                                     |                 |
| 16 | 16         | «Тихая гавань» «Haven»                                                              | Майкл Родс        | Хосе Молина                                                                         | 27 марта 2001   |
| Исследование приводит Макс и Логана в небольшой город. Логану не даёт покоя старое дело, которое он снова хочет расследовать. Макс подружилась с мальчиком, у которого есть тайна. |            |                                                                                     |                   |                                                                                     |                 |
| 17 | 17         | «Малышка в любви» «Shortie's in Love»                                               | Пол Шапиро        | Адиса Ива                                                                           | 17 апреля 2001  |
| Синди встречает старую возлюбленную, которая только что вышла из тюрьмы. Макс ей не доверяет, это приводит к ссоре с Синди. |            |                                                                                     |                   |                                                                                     |                 |
| 18 | 18         | «Безумный игрок» «Pollo Loco»                                                       | Томас Дж. Райт    | Дорис Игэн                                                                          | 24 апреля 2001  |
| Когда в морг прибывает тело со штрихкодом Х-5 на шее. Макс подозревает, что это Бен - один из её собратьев. |            |                                                                                     |                   |                                                                                     |                 |
| 19 | 19         | «Я и человек-камера» «I and I Am a Camera»                                          | Джефф Вулно       | Дэвид Симкинс                                                                       | 1 мая 2001      |
| Незнакомец фотографирует Макс без спроса, что настораживает её, и она следит за ним. Оказывается, что он имеет те же способности, что и она. Макс и Логан исследуют таинственные смертельные случаи нескольких условно освобожденных. |            |                                                                                     |                   |                                                                                     |                 |
| 20 | 20         | «Вернись, сестрёнка» «Hit a Sista Back»                                             | Джеймс Уитмор мл  | Мойра Кирлэнд Деккер                                                                | 8 мая 2001      |
| Макс обнаруживает, что Лайдекер - меньшая её забота, когда она и Зак пытаются спасти Тингу, одну из X-5, организация генетического материала которой позволяет ей передавать черты X5 своим потомкам, сбежавшую в Канаду и вернувшуюся, чтобы найти мужа и сына. Макс и Зак предлагают ей свою помощь. |            |                                                                                     |                   |                                                                                     |                 |
| 21 | 21         | «Мяу (Часть 1)» «Meow (Part 1)»                                                     | Д. Й. Карузо      | Дэвид Зэбель                                                                        | 15 мая 2001     |
| Макс нужен мужчина, и немедленно! Её устроит даже Нормал, если остальные будут недоступны. Она ненавидит своё состояние, но это сильнее её. |            |                                                                                     |                   |                                                                                     |                 |
| 22 | 22         | «...И Иисус принёс запеканку (Часть 2)» «...And Jesus Brought a Casserole (Part 2)» | Джо Энн Фогл      | Рене Ичеваррия и Чарльз Игли                                                        | 22 мая 2001     |
| Лайдекер потерял контроль над проектом, Мадам Икс стала главной в «Мантикоре». Он просит Макс ещё раз объединиться с ним. Макс разрушает лабораторию ДНК в «Мантикоре». Во время побега из «Мантикоры» Макс застрелена, а Зак захвачен. Зак стреляет себе в голову, чтобы обеспечить донорское сердце для Макс. |            |                                                                                     |                   |                                                                                     |                 |

### Сезон 2 (2001—2002)
| № общий | № в сезоне | Название                                         | Режиссёр            | Автор сценария                                                                       | Дата премьеры    |
| --- | ---------- | ------------------------------------------------ | ------------------- | ------------------------------------------------------------------------------------ | ---------------- |
| 23 | 1          | «Моё имя Макс» «Designate This»                  | Джефф Вулно         | Мойра Кирлэнд Деккер                                                                 | 28 сентября 2001 |
| Макс снова оказывается в «Мантикоре». Несмотря ни на что, она решает сбежать. Однако её планам мешает парень, удивительно похожий на Бена, но с кодовым номером 494. Также она знакомится с Джошуа, человеком-псом, первым творением «Мантикоры». Оба соглашаются ей помочь. После удачного побега Макс направляется к Логану. Их тёплую встречу прерывает приступ Логана. Как ей позже объясняет Алек (это имя Макс придумала для 494), «Мантикора», решив во что бы то ни стало убить Логана, сделала Макс носителем генетически настроенного на него вируса. Теперь каждое прикосновение Макс является смертельно опасным для Логана. Алек говорит ей, что единственный способ спасти Логана — это отвезти его в «Мантикору», где есть противоядие. Макс отправляется в «Мантикору». Но сообщение «Ока» о местонахождении «Мантикоры», заставляет её главу уничтожить базу. Макс успевает выпустить всех из бараков базы и добывает противоядие для Логана. |            |                                                  |                     |                                                                                      |                  |
| 24 | 2          | «Истребить» «Bag 'Em»                            | Верн Гиллам         | Марджори Дэвид                                                                       | 5 октября 2001   |
| Правительство посылает Эймса Уайта, чтобы устранить последствия беспорядка, который произошел в «Мантикоре». Его миссия состоит в том, чтобы устранить все свидетельства существования программы. |            |                                                  |                     |                                                                                      |                  |
| 25 | 3          | «Обязательства по контракту» «Proof of Purchase» | Томас Дж. Райт      | Томми Томпсон                                                                        | 12 октября 2001  |
| Алек соглашается убить трех беглецов «Мантикоры», и , как доказательство этого, он должен принести их штриховой код. Логан соглашается заплатить огромную сумму человеку, который создал вирус, разработанный для него, чтобы найти антитела для Макс. |            |                                                  |                     |                                                                                      |                  |
| 26 | 4          | «Любовь на расстоянии» «Radar Love»              | Джефф Вулно         | Майкл Анджели                                                                        | 26 октября 2001  |
| Макс и Логан отдалены друг от друга вирусом. Трансгенники умирают, и причиной, вероятно, опять является «Мантикора». |            |                                                  |                     |                                                                                      |                  |
| 27 | 5          | «Хэллоуин» «Boo»                                 | Ле Ландау           | Чарльз Игли и Мойра Кирлэнд Деккер                                                   | 2 ноября 2001    |
| Хэллоуин. Джошуа, видя людей, наряженных как монстры, полагает, что это прекрасная ночь, чтобы исследовать внешний мир. Он спрашивает совета Макс, и она его отговаривает, настаивая, что люди будут его бояться. Джошуа неохотно соглашается остаться внутри, в то время как Макс готовится идти на праздник. |            |                                                  |                     |                                                                                      |                  |
| 28 | 6          | «Двое» «Two»                                     | Аллан Кроекер       | Хосе Молина                                                                          | 9 ноября 2001    |
| Похожее на собаку существо напало и убило полицейского. Все свидетельства указывают на Джошуа. Макс отказывается верить, что её друг способен на убийство. Оказывается, что у Джошуа есть младший брат по имени Айзек. Полиция разыскивает Джошуа и арестовывает его. Макс вытаскивает своего друга из тюрьмы. Чтобы защитить Макс, Джошуа убивает своего брата. Тем временем Алек продает наркотики, используя свою работу посыльного Jam Pony Express как прикрытие. Местные бандиты пытаются угрожать Алеку и остановить продажу наркотиков на их территории. |            |                                                  |                     |                                                                                      |                  |
| 29 | 7          | «Требуется сборка» «Some Assembly Required»      | Ник Марк            | Роберт Доэрти                                                                        | 16 ноября 2001   |
| Макс удивлена, узнав, что Зак всё ещё жив. Он не помнит ничего из своей прошлой жизни. Когда его память начинает восстанавливаться, он помнит лишь что Логан украл у него Макс и что по вине Логана Макс была схвачена «Мантикорой». Он хочет отомстить Логану. Макс должна выбрать: жизнь Логана или потеря памяти Зака. |            |                                                  |                     |                                                                                      |                  |
| 30 | 8          | «Девушка с жабрами» «Gill Girl»                  | Брайан Спайсер      | Марджори Дэвид                                                                       | 7 декабря 2001   |
| Русалка поймана рыбаками и немедленно продана ночному клубу в Сиэтле. Макс и Алек полны решимости возвратить её в море, прежде, чем Эймс Уайт и его команда доберутся до неё. |            |                                                  |                     |                                                                                      |                  |
| 31 | 9          | «О чём говорит картина» «Medium Is the Message»  | Джефф Вулно         | Майкл Анджели                                                                        | 14 декабря 2001  |
| Логан пытается помочь женщине найти её похищенного сына, они с Макс ошеломлены, узнав, что женщина – жена Эймса Вайта. Возникает неприятность, когда Алек использует в своих интересах талант Джошуа, как художника. |            |                                                  |                     |                                                                                      |                  |
| 32 | 10         | «Аналитик» «Brainiac»                            | Стефен Уильямс      | Чип Джохэннессен                                                                     | 11 января 2002   |
| Ячейка S1W разорена. Макс находит человека по имени Браниак, который способен предсказывать будущее. Макс начинает подозревать, что Логан влюбился в Ашу, одну из лидеров S1W. |            |                                                  |                     |                                                                                      |                  |
| 33 | 11         | «Операция 'Беррисфорд'» «The Berrisford Agenda»  | Томас Дж. Райт      | Мойра Кирлэнд Деккер                                                                 | 18 января 2002   |
| Серия полностью посвящена Алеку. Его преследует прошлое, когда он ещё был агентом «Мантикоры». Его мучают воспоминания о девушке, в которую он был влюблен, и о том, что он стал причиной её смерти. |            |                                                  |                     |                                                                                      |                  |
| 34 | 12         | «Время взаймы» «Borrowed Time»                   | Дэвид Стрэйтон      | Хосе Молина                                                                          | 1 февраля 2002   |
| Макс и Логан нашли лекарство против вируса, но лишь на 12 часов. Они вынуждены отложить любые мысли о романе, так как должны обезвредить чудовище, созданное «Мантикорой». |            |                                                  |                     |                                                                                      |                  |
| 35 | 13         | «Береговые огни» «Harbor Lights»                 | Кеннет Биллер       | Роберт Доэрти                                                                        | 8 февраля 2002   |
| Макс ранена и попадает в больницу. Врачи находят в крови Макс вирус и помещают её в изолятор. В больницу пробирается Вайт и его подружка из Конклава. |            |                                                  |                     |                                                                                      |                  |
| 36 | 14         | «Любовь в венах» «Love in Vein»                  | Дэвид Гроссман      | Майкл Анджели                                                                        | 8 марта 2002     |
| Макс натыкается на группу трансгенников, которые выживают, питаясь кровью своего лидера. Подростки считают мутанта великим вампиром, но Макс обличает его во лжи. |            |                                                  |                     |                                                                                      |                  |
| 37 | 15         | «Забудь об этом» «Fuhgeddaboudit»                | Морган Джеймс Беггс | Джули Хесс                                                                           | 15 марта 2002    |
| Макс, Алек и Логан начинают испытывать странные ошибки памяти, пытаясь получить бухгалтера преступного синдиката. Всему виной подруга бухгалтера, милая девушка Миа, которая может читать мысли и внушать свои. |            |                                                  |                     |                                                                                      |                  |
| 38 | 16         | «Разоблачение» «Exposure»                        | Стефен Уильямс      | Мойра Кирлэнд Деккер                                                                 | 22 марта 2002    |
| Логан и Макс отслеживают похищенного сына Эймса, что приводит их в маленький городок, где растущий культ подготавливает самых молодых созданий «Мантикоры» для таинственной церемонии. |            |                                                  |                     |                                                                                      |                  |
| 39 | 17         | «Здравствуй, прощай» «Hello, Goodbye»            | Джефф Вулно         | Сюжет : Хосе Молина и Синди Гроссенбэкэр Телесценарий : Хосе Молина                  | 5 апреля 2002    |
| В то время как Джошуа знакомится со слепой девушкой по имени Энни, Алек арестован за убийство, совершенное его близнецом Беном. Логан почти умирает после случайно прикосновения к Макс. |            |                                                  |                     |                                                                                      |                  |
| 40 | 18         | «Полдень собачьего дня» «Dawg Day Afternoon»     | Кеннет Биллер       | Роберт Доэрти                                                                        | 12 апреля 2002   |
| При помощи телевидения, полного новостей об опасных трансгенниках, быстро разыскан одинокий Джошуа, покинувший дом в поисках его подруги Энни. Макс должна нарушить свою клятву, чтобы избежать Логана после того, как Джошуа становится целью трансгенного розыска. |            |                                                  |                     |                                                                                      |                  |
| 41 | 19         | «Она моя сестра» «She Ain't Heavy»               | Аллан Кроекер       | Майкл Анджели и Роберт Доэрти                                                        | 19 апреля 2002   |
| Побег Макс из Сиэтла пущен под откос, после того, как Уайт посылает её клона, чтобы поймать неуловимую X5-452. |            |                                                  |                     |                                                                                      |                  |
| 42 | 20         | «Любовь среди рун» «Love Among the Runes»        | Джеймс Уитмор мл    | Хосе Молина и Мойра Кирлэнд Деккер                                                   | 26 апреля 2002   |
| Макс становится во главе движения мутантов, организовывая пограничное поселение , занимающее зону биологического заражения, которая безвредна для мутантов, но опасна для людей. Уайт находит способ обнаружить трансгенников в толпе. |            |                                                  |                     |                                                                                      |                  |
| 43 | 21         | «Трансгенная нация» «Freak Nation»               | Джеймс Камерон      | Сюжет : Джеймс Камерон и Чарльз Игли Телесценарий : Ира Стивен Бехр и Рене Ичеваррия | 3 мая 2002       |
| Макс и другие трансгенники пойманы в ловушку полицией в Jam Pony Express. Уайт в очередной раз намеревается убить Макс, а она, в свою очередь, объединив все свои страхи и надежды, старается спасти свой народ. |            |                                                  |                     |                                                                                      |                  |